# Panzerfaust
Panzerfaust (pumnul blindat în limba germană) a fost un aruncător reactiv de grenade antitanc dezvoltat de Germania nazistă și utilizat pe scară mare în al Doilea Război Mondial. Arma consta într-un tub de lansare care conținea explozivul propulsiv și o grenadă antitanc cu încărcătură de tip cumulativ, stabilizată pe traiectorie cu ajutorul unui ampenaj. Panzerfaust nu avea recul, era de unică folosință, ieftin de fabricat și simplu de utilizat, fiind construit în număr mare din 1943 până la sfârșitul războiului.

## Istorie

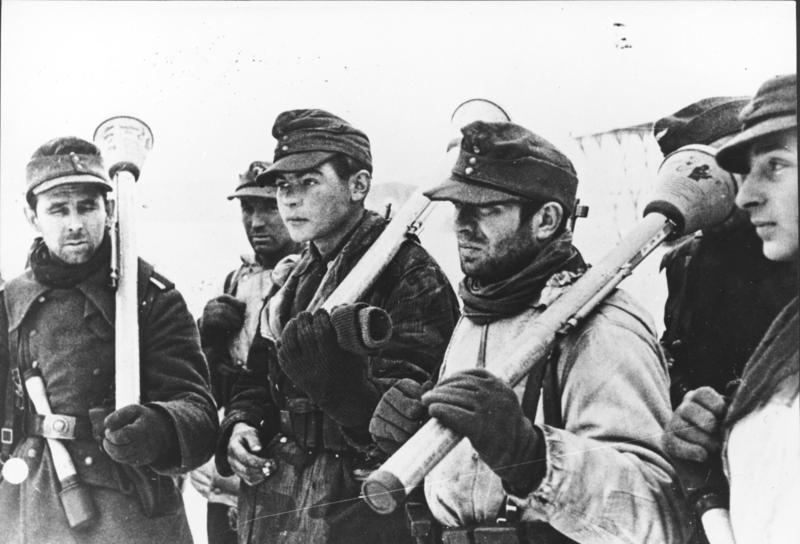
Soldați germani înarmați cu Panzerfaust pe Frontul de Est (februarie 1945)

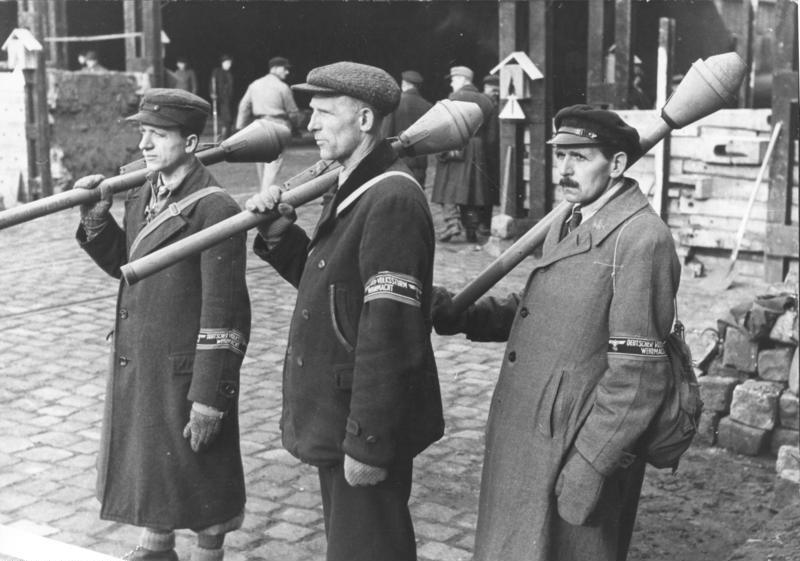
Soldați din milițiile Volkssturm înarmați cu Panzerfaust

Panzerfaust a fost proiectat în vara anului 1942 de către compania HASAG Hugo Schneider AG din Leipzig. O echipă condusă de inginerul german Heinrich Langweiler a construit primele prototipuri, denumite "Gretchen" (micuța Gretel). Panzerfaust nu era o rachetă antitanc, ci un aruncător de grenade. Tubul de metal era încărcat cu praf de pușcă. Dimensiunea tubului și greutatea explozivului propulsiv varia în funcție de model. Focosul era stabilizat cu ajutorul unui ax din lemn care avea aripioare din metal (cu o grosime de 0,25 mm) pliate. Acestea se îndreptau automat în momentul în care proiectilul părăsea țeava. Focosul consta într-un amestec de TNT și hexogen și era capabil să perforeze majoritatea tancurilor folosite de către Aliați. Explozibilul era amplasat în spatele unui con metalic. În momentul impactului, la baza conului era concentrată toată puterea explozivă. Jetul de plasmă care rezulta în urma vaporizării conului metalic era capabil să perforeze turela unui tanc Sherman și să iasă prin partea cealaltă. După tragere, tubul de metal putea fi aruncat, arma fiind de unică folosință.
Aruncătoarele de grenade Panzerfaust au fost folosite în număr mare începând cu luna august 1943. Deși propaganda germană înfățișa arma ca fiind simplă și eficientă, Panzerfaust necesita un curaj sinucigaș pentru a fi folosit corect. Primele versiuni aveau o bătaie maximă de 30 de metri. Ținta trebuia să fie foarte aproape. Din cauza designului ciudat, proiectilul avea tendința de a ricoșa, mai ales dacă tancul avea blindaj înclinat. Primele versiuni nu aveau un sistem de ochire, iar modelele ulterioare aveau un simplu înălțător mecanic cu distanțe prestabilite. Poziția de tragere era atipică: arma trebuia ținută ferm la subraț. Norul de praf și fum rezultat în urma arderii explozibilului propulsiv deconspira poziția trăgătorului. Acesta trebuia să se adăpostească imediat. Jetul de foc care ieșea prin spatele tubului de metal era periculos. Manualele (deseori o simplă foaie cu instrucțiuni și ilustrații) recomandau menținerea unei distanțe sigure de cel puțin 10 metri în spatele trăgătorului. Pe tubul metalic al armei era scris cu litere mari de culoare roșie un mesaj de avertizare Achtung! Feuerstrahl! (Atenție!Jet de foc!!). Aruncătoarele de grenade Panzerfaust necesitau și o mentenanță atentă. Dacă detonatorul (o simplă capsă) era umed, arma era compromisă. 
Spre sfârșitul războiului, milițiile Volkssturm erau deseori echipate doar cu aruncătoare de grenade Panzerfaust din cauza lipsei acute de muniție din Wehrmacht. Din acest motiv, câțiva generali germani au comentat, în mod sarcastic, că barele de metal puteau fi ulterior folosite ca bâte.. Germania nazistă nu își putea permite risipa de metal, iar inginerii germani au încercat să proiecteze un model care să refolosească tubul de lansare. Spre finalul războiului, s-a încercat folosirea barelor din aluminiu și folosirea nitrocelulozei ca exploziv propulsiv.  Producția de aruncătoare de grenade Panzerfaust scăzuse semnificativ în primăvara anului 1945 din cauza bombardamentelor și fiindcă luptele erau duse pe teritoriul german. Cele mai multe unități au fost fabricate în luna decembrie 1944, când 1.295.000 de aruncătoare de grenade Panzerfaust au fost asamblate.

## Variante

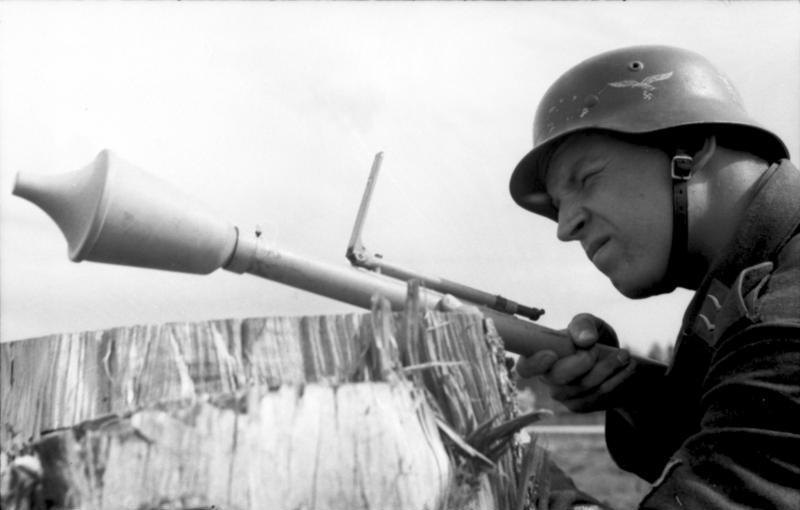
Un soldat german în poziție de tragere. Panzerfaust 30 klein avea proiectilul țuguiat.

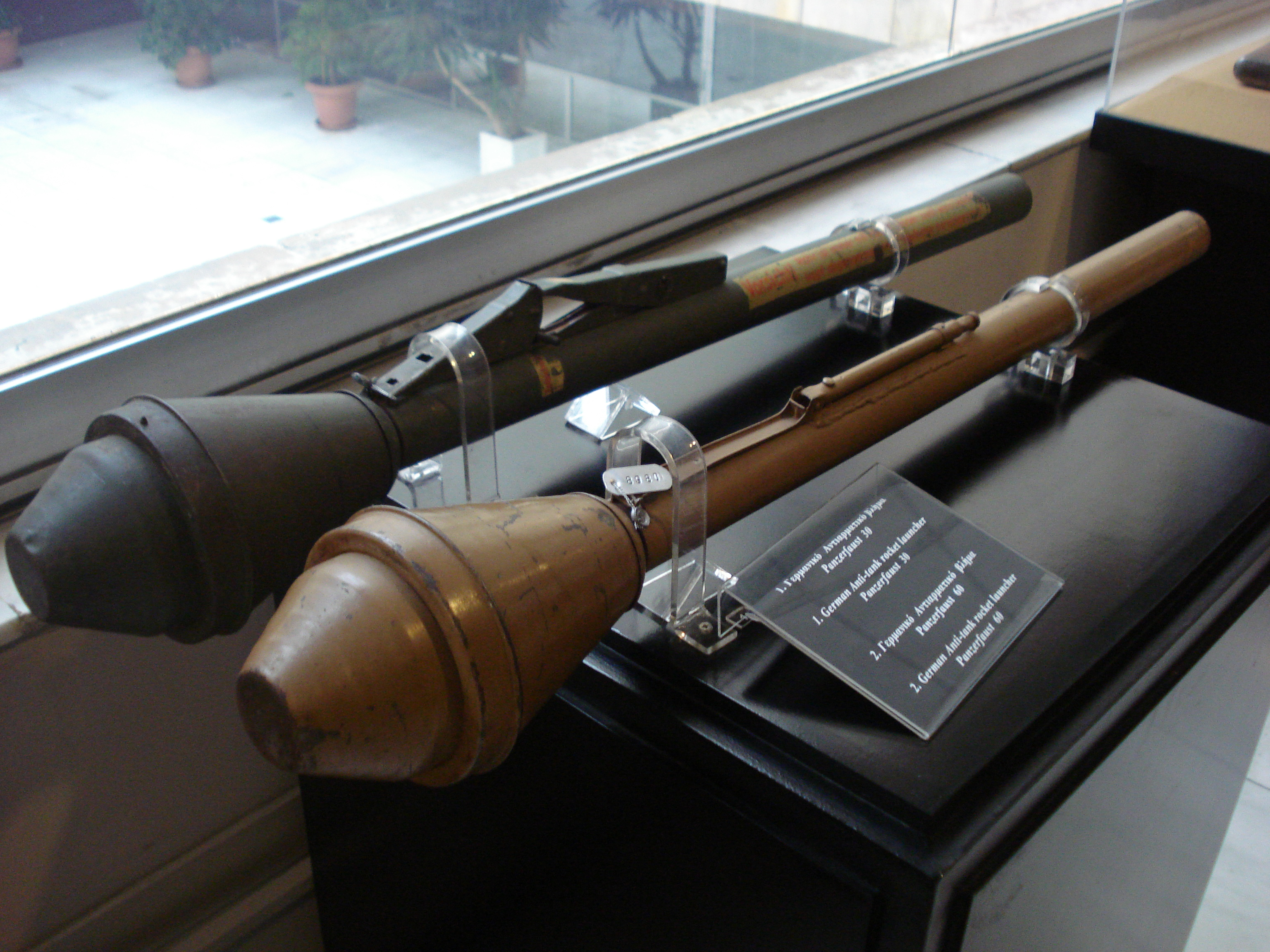
Variantele Panzefaust 30 gross (jos) și Panzerfaust 60 (sus)

În general, numeralul din denumire reprezenta distanța optimă de tragere:
Panzerfaust 30 klein ("mic")Poreclit și Faustpatrone (literalmente pumnul cartuș în limba germană), a fost versiunea de bază a aruncătorului de grenade Panzerfaust. Avea o bătaie maximă de 30 metri și putea perfora un blindaj cu o grosime de 140 de mm. Grenada avea calibrul 10 cm, iar tubul de lansare avea diametrul de 3,3 cm.
Panzerfaust 30 gross ("mare")O versiune ușor îmbunătățită a modelului original, capabilă să perforeze un blindaj de 200 mm. Din cauza calibrului mai mare (149 mm), greutatea ajunsese la aproape 7 kilograme, însă bătaia maximă era aceeași. Această versiune mai era denumită și Faustpatrone 2.
Panzerfaust 60Reprezenta o îmbunătățire semnificativă a modelului de bază, cu o bătaie mult mai practică, de aproximativ 60 de metri, și un sistem de ochire și tragere îmbunătățit. Viteza inițială mai mare era obținută prin folosirea unui tub cu diametrul de 5 cm. A intrat în producție în luna septembrie a anului 1944. Panzerfaust 60 și 100 au fost cele mai numeroase variante fabricate.
Panzerfaust 100A reprezentat ultima versiune fabricată în cantități semnificative (începând cu luna noiembrie a anului 1944). Bătaia maximă ajunsese la 100 de metri, iar tubul avea un diametru de 6 cm.
Panzerfaust 150Fabricat în cantități limitate spre sfârșitul războiului, Panzerfaust 150 era un model îmbunătățit. Folosea un tub ranforsat care putea fi refolosit de 10 ori. Arderea pulberii propulsive era în două trepte. Focosul fusese reproiectat (avea o formă aerodinamică) și avea o putere de perforare superioară. A intrat în producție cu două luni înainte de finalul războiului.
Panzerfaust 250A fost un prototip care urma să fie fabricat din septembrie 1945. Avea un tub de lansare mai lung care putea fi refolosit și un mâner asemănător cu cel folosit de AG-2. Proiectul a fost anulat la sfârșitul războiului, însă câteva prototipuri au fost dezvoltate pentru teste în Statele Unite ale Americii după război de către inginerii HASAG.

## Utilizatori
Numeroase țări aliate au folosit exemplare Panzerfaust capturate. Armata sovietică, de exemplu, distribuia toate exemplarele capturate infanteriștilor ruși.
- Germania nazistă
- Finlanda
- Italia
- Regatul Ungariei
- Polonia
- Regatul României - Trupele române au primit un număr mare de aruncătoare de grenade Panzerfaust 30 klein în prima jumătate a anului 1944.[4] După 23 august, soldații români au continuat să folosească exemplare capturate de la armata germană.[5][6]

## Specificații tehnice

Un soldat român dintr-o grupă de vânători de care (1944). În spatele său sunt patru aruncătoare de grenade antitanc Panzerfaust 30 (Faustpatrone 1)

| Model             | Greutate   | Cantitatea de explozivi propulsivi | Calibrul grenadei | Viteza inițială | Bătaia efectivă | Blindaj perforat |
| ----------------- | ---------- | ---------------------------------- | ----------------- | --------------- | --------------- | ---------------- |
| Faustpatrone 30 m | 2,7–3,2 kg | 70 g                               | 100 mm            | 28 m/s          | 30 m            | 140 mm           |
| Panzerfaust 30 m  | 6,9 kg     | 95–100 g                           | 149 mm            | 30 m/s          | 30 m            | 200 mm           |
| Panzerfaust 60 m  | 8,5 kg     | 120–134 g                          | 149 mm            | 45 m/s          | 60 m            | 200 mm           |
| Panzerfaust 100 m | 9,4 kg     | 190–200 g                          | 149 mm            | 60 m/s          | 100 m           | 200 mm           |
| Panzerfaust 150 m | 6,5 kg     | 190–200 g                          | 106 mm            | 85 m/s          | 150 m           | 280–320 mm       |